# Playoffs NBA 1963
Los Playoffs de la NBA de 1963 fueron el torneo final de la temporada 1962-63 de la NBA. Concluyó con la victoria de Boston Celtics, campeón de la División Este, sobre Los Angeles Lakers, campeón de la División Oeste, por 4–2.
Los Celtics acumulaban así su quinto título consecutivo, sexto en el cómputo global. Boston derrotó a Los Ángeles en las Finales de nuevo, algo que sería costumbre a lo largo de los años 1960.
Cincinnati Royals avanzaron hasta las finales de conferencia por primera vez desde 1952, forzando a los Celtics a jugar hasta siete partidos.
Esta sería la última aparición de Syracuse Nationals bajo ese nombre; ellos se trasladarían a Filadelfia, Pensilvania, la siguiente temporada y su nombre sería Philadelphia 76ers.

## Tabla
|  | Semifinales de División | Semifinales de División | Semifinales de División |   |  | Finales de División | Finales de División | Finales de División |  |  | Finales de la NBA | Finales de la NBA | Finales de la NBA |
|  |                         |                         |                         |   |  |                     |                     |                     |  |  |                   |                   |                   |
|  | E3                      | Cincinnati              | 3                       |   |  | E1                  | Boston              | 4                   |  |  |                   |                   |                   |
|  | E3                      | Cincinnati              | 3                       |   |  | E1                  | Boston              | 4                   |  |  |                   |                   |                   |
|  | E2                      | Syracuse                | 2                       |   |  | E3                  | Cincinnati          | 3                   |  |  |                   |                   |                   |
|  | E2                      | Syracuse                | 2                       |   |  | E3                  | Cincinnati          | 3                   |  |  |                   |                   |                   |
|  |                         |                         |                         |   |  | División Este       |                     |                     |  |  |                   |                   |                   |
|  |                         |                         |                         |   |  |                     |                     |                     |  |  |                   |                   |                   |
|  |                         |                         |                         |   |  |                     |                     |                     |  |  | E1                | Boston            | 4                 |
|  |                         |                         |                         |   |  |                     |                     |                     |  |  | E1                | Boston            | 4                 |
|  |                         | O1                      | Los Angeles             | 2 |  |                     |                     |                     |  |  |                   |                   |                   |
|  |                         |                         |                         |   |  |                     |                     |                     |  |  |                   |                   |                   |
|  |                         |                         |                         |   |  |                     |                     |                     |  |  |                   |                   |                   |
|  |                         |                         |                         |   |  |                     |                     |                     |  |  |                   |                   |                   |
|  | O3                      | Detroit                 | 1                       |   |  | O1                  | Los Angeles         | 4                   |  |  |                   |                   |                   |
|  | O3                      | Detroit                 | 1                       |   |  | O1                  | Los Angeles         | 4                   |  |  |                   |                   |                   |
|  | O2                      | St. Louis               | 3                       |   |  | O2                  | St. Louis           | 3                   |  |  |                   |                   |                   |
|  | O2                      | St. Louis               | 3                       |   |  | O2                  | St. Louis           | 3                   |  |  |                   |                   |                   |
|  |                         |                         |                         |   |  | División Oeste      |                     |                     |  |  |                   |                   |                   |
|  |                         |                         |                         |   |  |                     |                     |                     |  |  |                   |                   |                   |

## Semifinales de División

### Semifinales División Este

#### (2) Syracuse Nationals vs. (3) Cincinnati Royals
| 19 de marzo                     | Cincinnati Royals                     | 120–123     | Syracuse Nationals        |                                                                                   |  |  |
|                                 | Parciales: 38–36, 30–34, 23–24, 29–29 |             |                           |                                                                                   |  |  |
|                                 | Estadísticas Oscar Robertson 29       | Reporte Pts | Estadísticas Hal Greer 32 | Pabellón: Onondaga War Memorial, Syracuse, New York Asistencia: 4335 espectadores |  |  |
| Syracuse lidera las series, 1–0 |                                       |             |                           |                                                                                   |  |  |
|                                 |                                       |             |                           |                                                                                   |  |  |

| 21 de marzo           | Syracuse Nationals                    | 115–133     | Cincinnati Royals               |                                                                              |  |  |
|                       | Parciales: 21–33, 29–29, 31–27, 34–44 |             |                                 |                                                                              |  |  |
|                       | Estadísticas Chet Walker 24           | Reporte Pts | Estadísticas Oscar Robertson 41 | Pabellón: Cincinnati Gardens, Cincinnati, Ohio Asistencia: 3205 espectadores |  |  |
| Series empatadas, 1–1 |                                       |             |                                 |                                                                              |  |  |
|                       |                                       |             |                                 |                                                                              |  |  |

| 23 de marzo                     | Cincinnati Royals                      | 117–121     | Syracuse Nationals          |                                                                                   |  |  |
|                                 | Parciales: 33–31, 20–34, 39–31, 25–25  |             |                             |                                                                                   |  |  |
|                                 | Estadísticas Embry, Twyman 24 cada uno | Reporte Pts | Estadísticas Lee Shaffer 34 | Pabellón: Onondaga War Memorial, Syracuse, New York Asistencia: 8007 espectadores |  |  |
| Syracuse lidera las series, 2–1 |                                        |             |                             |                                                                                   |  |  |
|                                 |                                        |             |                             |                                                                                   |  |  |

| 24 de marzo           | Syracuse Nationals                    | 118–125     | Cincinnati Royals               |                                                                              |  |  |
|                       | Parciales: 24–31, 35–29, 32–35, 27–30 |             |                                 |                                                                              |  |  |
|                       | Estadísticas Lee Shaffer 32           | Reporte Pts | Estadísticas Oscar Robertson 29 | Pabellón: Cincinnati Gardens, Cincinnati, Ohio Asistencia: 3331 espectadores |  |  |
| Series empatadas, 2–2 |                                       |             |                                 |                                                                              |  |  |
|                       |                                       |             |                                 |                                                                              |  |  |

| 26 de marzo                     | Cincinnati Royals                                   | 131–127     | Syracuse Nationals          |                                                                                   |  |  |
|                                 | Parciales: 29–29, 26–31, 28–28, 31–26 (T.E.: 17–13) |             |                             |                                                                                   |  |  |
|                                 | Estadísticas Oscar Robertson 32                     | Reporte Pts | Estadísticas Lee Shaffer 45 | Pabellón: Onondaga War Memorial, Syracuse, New York Asistencia: 7418 espectadores |  |  |
| Cincinnati gana las series, 3–2 |                                                     |             |                             |                                                                                   |  |  |
|                                 |                                                     |             |                             |                                                                                   |  |  |

Este fue el primer encuentro de playoffs entre estos dos equipos.

### Semifinales División Oeste

#### (2) St. Louis Hawks vs. (3) Detroit Pistons
| 20 de marzo                      | Detroit Pistons                                                | 99–118               | St. Louis Hawks                                                               |                                                                            |  |  |
|                                  | Parciales: 27–15, 32–40, 15–28, 25–35                          |                      |                                                                               |                                                                            |  |  |
|                                  | Estadísticas Dave DeBusschere 30 Dave DeBusschere 18 Don Ohl 6 | Reporte Pts Reb Asts | Estadísticas Pettit, Hagan 31 cada uno Bob Pettit 15 Wilkens, Barnhill 6 each | Pabellón: Kiel Auditorium, St. Louis, Misuri Asistencia: 5818 espectadores |  |  |
| St. Louis lidera las series, 1–0 |                                                                |                      |                                                                               |                                                                            |  |  |
|                                  |                                                                |                      |                                                                               |                                                                            |  |  |

| 22 de marzo                      | Detroit Pistons                                                        | 108–122              | St. Louis Hawks                                                    |                                              |  |  |
|                                  | Parciales: 29–30, 20–24, 30–25, 29–43                                  |                      |                                                                    |                                              |  |  |
|                                  | Estadísticas Scott, Ohl 29 cada uno Scott, Howell 9 cada uno Don Ohl 6 | Reporte Pts Reb Asts | Estadísticas Bob Pettit 42 Bob Pettit 18 Pettit, Farmer 5 cada uno | Pabellón: Kiel Auditorium, St. Louis, Misuri |  |  |
| St. Louis lidera las series, 2–0 |                                                                        |                      |                                                                    |                                              |  |  |
|                                  |                                                                        |                      |                                                                    |                                              |  |  |

| 24 de marzo                      | St. Louis Hawks                                           | 103–107              | Detroit Pistons                                                                   |                                                                       |  |  |
|                                  | Parciales: 20–28, 26–27, 26–29, 31–23                     |                      |                                                                                   |                                                                       |  |  |
|                                  | Estadísticas Bob Pettit 36 Bob Pettit 22 Lenny Wilkens 10 | Reporte Pts Reb Asts | Estadísticas DeBusschere, Ferry 23 each Dave DeBusschere 26 Jones, Ohl 4 cada uno | Pabellón: Cobo Arena, Detroit, Míchigan Asistencia: 3232 espectadores |  |  |
| St. Louis lidera las series, 2–1 |                                                           |                      |                                                                                   |                                                                       |  |  |
|                                  |                                                           |                      |                                                                                   |                                                                       |  |  |

| 26 de marzo                    | St. Louis Hawks                                           | 104–100      | Detroit Pistons                                  |                                                                       |  |  |
|                                | Parciales: 25–24, 29–23, 29–27, 21–26                     |              |                                                  |                                                                       |  |  |
|                                | Estadísticas Bob Pettit 35 Bill Bridges 15 Chico Vaughn 9 | Pts Reb Asts | Estadísticas Don Ohl 32 Ray Scott 14 Ray Scott 6 | Pabellón: Cobo Arena, Detroit, Míchigan Asistencia: 3257 espectadores |  |  |
| St. Louis gana las series, 3–1 |                                                           |              |                                                  |                                                                       |  |  |
|                                |                                                           |              |                                                  |                                                                       |  |  |

Este fue el tercer encuentro de playoffs entre estos dos equipos, con una victoria previa para cada uno de ellos.
| 1956 | Fort Wayne Pistons | 3–2 | St. Louis Hawks |                                        |
|      |                    |     |                 |                                        |
|      |                    |     |                 | Pabellón: 1956 Western Division Finals |

| 1958 | Detroit Pistons | 1–4 | St. Louis Hawks |                                        |
|      |                 |     |                 |                                        |
|      |                 |     |                 | Pabellón: 1958 Western Division Finals |

## Finales de División

### Finales División Este

#### (1) Boston Celtics vs. (3) Cincinnati Royals
| 28 de marzo                       | Cincinnati Royals                                                     | 135–132              | Boston Celtics                                        |                                                                                |  |  |
|                                   | Parciales: 27–36, 35–36, 41–32, 32–28                                 |                      |                                                       |                                                                                |  |  |
|                                   | Estadísticas Oscar Robertson 43 Oscar Robertson 14 Oscar Robertson 10 | Reporte Pts Reb Asts | Estadísticas Sam Jones 30 Bill Russell 24 Bob Cousy 9 | Pabellón: Boston Garden, Boston, Massachusetts Asistencia: 13 798 espectadores |  |  |
| Cincinnati lidera las series, 1–0 |                                                                       |                      |                                                       |                                                                                |  |  |
|                                   |                                                                       |                      |                                                       |                                                                                |  |  |

| 29 de marzo           | Boston Celtics                               | 125–102         | Cincinnati Royals                              |                                                                                |  |  |
|                       | Parciales: 30–27, 24–29, 38–23, 33–23        |                 |                                                |                                                                                |  |  |
|                       | Estadísticas Bill Russell 26 Bill Russell 24 | Reporte Pts Reb | Estadísticas Oscar Robertson 28 Wayne Embry 16 | Pabellón: Cincinnati Gardens, Cincinnati, Ohio Asistencia: 11 102 espectadores |  |  |
| Series empatadas, 1–1 |                                              |                 |                                                |                                                                                |  |  |
|                       |                                              |                 |                                                |                                                                                |  |  |

| 31 de marzo                       | Cincinnati Royals                                               | 121–116              | Boston Celtics                                           |                                                                                |  |  |
|                                   | Parciales: 26–27, 41–35, 26–27, 28–27                           |                      |                                                          |                                                                                |  |  |
|                                   | Estadísticas Oscar Robertson 23 Bob Boozer 14 Oscar Robertson 8 | Reporte Pts Reb Asts | Estadísticas Tom Heinsohn 28 Bill Russell 28 Bob Cousy 7 | Pabellón: Boston Garden, Boston, Massachusetts Asistencia: 13 909 espectadores |  |  |
| Cincinnati lidera las series, 2–1 |                                                                 |                      |                                                          |                                                                                |  |  |
|                                   |                                                                 |                      |                                                          |                                                                                |  |  |

| 3 de abril            | Boston Celtics                               | 128–110         | Cincinnati Royals                                            |                                                                              |  |  |
|                       | Parciales: 34–25, 36–30, 27–31, 31–24        |                 |                                                              |                                                                              |  |  |
|                       | Estadísticas Bill Russell 26 Bill Russell 21 | Reporte Pts Reb | Estadísticas Oscar Robertson 25 Robertson, Embry 15 cada uno | Pabellón: Cincinnati Gardens, Cincinnati, Ohio Asistencia: 3498 espectadores |  |  |
| Series empatadas, 2–2 |                                              |                 |                                                              |                                                                              |  |  |
|                       |                                              |                 |                                                              |                                                                              |  |  |

| 6 de abril                    | Cincinnati Royals                                                 | 120–125              | Boston Celtics                                           |                                                                                |  |  |
|                               | Parciales: 34–32, 25–33, 27–37, 34–23                             |                      |                                                          |                                                                                |  |  |
|                               | Estadísticas Oscar Robertson 36 Wayne Embry 14 Oscar Robertson 10 | Reporte Pts Reb Asts | Estadísticas Tom Heinsohn 34 Bill Russell 26 Bob Cousy 8 | Pabellón: Boston Garden, Boston, Massachusetts Asistencia: 13 909 espectadores |  |  |
| Boston lidera las series, 3–2 |                                                                   |                      |                                                          |                                                                                |  |  |
|                               |                                                                   |                      |                                                          |                                                                                |  |  |

| 7 de abril            | Boston Celtics                            | 99–109          | Cincinnati Royals                              |                                                                              |  |  |
|                       | Parciales: 25–25, 23–26, 28–34, 23–24     |                 |                                                |                                                                              |  |  |
|                       | Estadísticas Sam Jones 22 Bill Russell 23 | Reporte Pts Reb | Estadísticas Oscar Robertson 36 Wayne Embry 22 | Pabellón: Cincinnati Gardens, Cincinnati, Ohio Asistencia: 7745 espectadores |  |  |
| Series empatadas, 3–3 |                                           |                 |                                                |                                                                              |  |  |
|                       |                                           |                 |                                                |                                                                              |  |  |

| 10 de abril                 | Cincinnati Royals                                                           | 131–142              | Boston Celtics                                         |                                                                                |  |  |
|                             | Parciales: 30–35, 34–33, 29–40, 38–34                                       |                      |                                                        |                                                                                |  |  |
|                             | Estadísticas Oscar Robertson 43 Embry, Hawkins 7 cada uno Oscar Robertson 6 | Reporte Pts Reb Asts | Estadísticas Sam Jones 47 Bill Russell 24 Bob Cousy 16 | Pabellón: Boston Garden, Boston, Massachusetts Asistencia: 13 909 espectadores |  |  |
| Boston gana las series, 4–3 |                                                                             |                      |                                                        |                                                                                |  |  |
|                             |                                                                             |                      |                                                        |                                                                                |  |  |

Este fue el primer encuentro de playoffs entre estos dos equipos.

### Finales División Oeste

#### (1) Los Angeles Lakers vs. (2) St. Louis Hawks
| 31 de marzo                        | St. Louis Hawks                                                      | 104–112              | Los Angeles Lakers                                        | |  |  |
|                                    | Parciales: 14–24, 29–21, 27–33, 34–34                                |                      |                                                           | |  |  |
|                                    | Estadísticas Bob Pettit 38 Bob Pettit 14 Pettit, Barnhill 6 cada uno | Reporte Pts Reb Asts | Estadísticas Jerry West 27 Elgin Baylor 12 Elgin Baylor 8 | Pabellón: Los Angeles Memorial Sports Arena, Los Ángeles, California Asistencia: 10 086 espectadores |  |  |
| Los Angeles lidera las series, 1–0 |                                                                      |                      |                                                           | |  |  |
|                                    |                                                                      |                      |                                                           | |  |  |

| 2 de abril                         | St. Louis Hawks                                           | 99–101               | Los Angeles Lakers                                                               | |  |  |
|                                    | Parciales: 19–24, 29–19, 22–27, 29–31                     |                      |                                                                                  | |  |  |
|                                    | Estadísticas Cliff Hagan 34 Bob Pettit 16 Lenny Wilkens 7 | Reporte Pts Reb Asts | Estadísticas Elgin Baylor 29 tres jugadores 14 cada uno Baylor, Selvy 6 cada uno | Pabellón: Los Angeles Memorial Sports Arena, Los Ángeles, California Asistencia: 11 225 espectadores |  |  |
| Los Angeles lidera las series, 2–0 |                                                           |                      |                                                                                  | |  |  |
|                                    |                                                           |                      |                                                                                  | |  |  |

| 4 de abril                         | Los Angeles Lakers                                                     | 112–125              | St. Louis Hawks                                            |                                                                            |  |  |
|                                    | Parciales: 14–21, 29–29, 33–43, 36–32                                  |                      |                                                            |                                                                            |  |  |
|                                    | Estadísticas Elgin Baylor 34 Elgin Baylor 12 tres jugadores 2 cada uno | Reporte Pts Reb Asts | Estadísticas Bob Pettit 33 Zelmo Beaty 15 Lenny Wilkens 10 | Pabellón: Kiel Auditorium, St. Louis, Misuri Asistencia: 7396 espectadores |  |  |
| Los Angeles lidera las series, 2–1 |                                                                        |                      |                                                            |                                                                            |  |  |
|                                    |                                                                        |                      |                                                            |                                                                            |  |  |

| 6 de abril            | Los Angeles Lakers                                                         | 114–124              | St. Louis Hawks                                            |                                                                              |  |  |
|                       | Parciales: 28–18, 31–28, 22–45, 33–33                                      |                      |                                                            |                                                                              |  |  |
|                       | Estadísticas Jerry West 33 Baylor, Ellis 13 each tres jugadores 2 cada uno | Reporte Pts Reb Asts | Estadísticas Cliff Hagan 33 Bob Pettit 15 Lenny Wilkens 10 | Pabellón: Kiel Auditorium, St. Louis, Misuri Asistencia: 10 614 espectadores |  |  |
| Series empatadas, 2–2 |                                                                            |                      |                                                            |                                                                              |  |  |
|                       |                                                                            |                      |                                                            |                                                                              |  |  |

| 7 de abril                         | St. Louis Hawks                             | 96–123          | Los Angeles Lakers                                     | |  |  |
|                                    | Parciales: 15–30, 28–27, 23–39, 30–27       |                 |                                                        | |  |  |
|                                    | Estadísticas Chico Vaughn 16 Mike Farmer 10 | Reporte Pts Reb | Estadísticas Elgin Baylor 37 Baylor, Wiley 13 cada uno | Pabellón: Los Angeles Memorial Sports Arena, Los Ángeles, California Asistencia: 15 212 espectadores |  |  |
| Los Angeles lidera las series, 3–2 |                                             |                 |                                                        | |  |  |
|                                    |                                             |                 |                                                        | |  |  |

| 9 de abril            | Los Angeles Lakers                                        | 113–121              | St. Louis Hawks                                           |                                                                            |  |  |
|                       | Parciales: 28–27, 24–33, 29–32, 32–29                     |                      |                                                           |                                                                            |  |  |
|                       | Estadísticas Elgin Baylor 39 Rudy LaRusso 11 Jerry West 4 | Reporte Pts Reb Asts | Estadísticas Bob Pettit 36 Bob Pettit 20 Lenny Wilkens 11 | Pabellón: Kiel Auditorium, St. Louis, Misuri Asistencia: 8110 espectadores |  |  |
| Series empatadas, 3–3 |                                                           |                      |                                                           |                                                                            |  |  |
|                       |                                                           |                      |                                                           |                                                                            |  |  |

| 11 de abril                      | St. Louis Hawks                                        | 100–115              | Los Angeles Lakers                                                   | |  |  |
|                                  | Parciales: 24–30, 26–27, 22–30, 28–28                  |                      |                                                                      | |  |  |
|                                  | Estadísticas Bob Pettit 31 Bob Pettit 13 Cliff Hagan 4 | Reporte Pts Reb Asts | Estadísticas Elgin Baylor 35 Elgin Baylor 15 Baylor, West 7 cada uno | Pabellón: Los Angeles Memorial Sports Arena, Los Ángeles, California Asistencia: 14 864 espectadores |  |  |
| Los Angeles gana las series, 4–3 |                                                        |                      |                                                                      | |  |  |
|                                  |                                                        |                      |                                                                      | |  |  |

Este fue el sexto encuentro de playoffs entre estos dos equipos, con los Hawks ganando cuatro de los primeros cinco encuentros.
| 1956 | St. Louis Hawks | 2–1 | Minneapolis Lakers |                                            |
|      |                 |     |                    |                                            |
|      |                 |     |                    | Pabellón: 1956 Western Division Semifinals |

| 1957 | St. Louis Hawks | 3–0 | Minneapolis Lakers |                                        |
|      |                 |     |                    |                                        |
|      |                 |     |                    | Pabellón: 1957 Western Division Finals |

| 1959 | St. Louis Hawks | 2–4 | Minneapolis Lakers |                                        |
|      |                 |     |                    |                                        |
|      |                 |     |                    | Pabellón: 1959 Western Division Finals |

| 1960 | St. Louis Hawks | 4–3 | Minneapolis Lakers |                                        |
|      |                 |     |                    |                                        |
|      |                 |     |                    | Pabellón: 1960 Western Division Finals |

| 1961 | St. Louis Hawks | 4–3 | Los Angeles Lakers |                                        |
|      |                 |     |                    |                                        |
|      |                 |     |                    | Pabellón: 1961 Western Division Finals |

## Finales de la NBA: (E1) Boston Celtics vs. (W1) Los Angeles Lakers
| 14 de abril                   | Los Angeles Lakers                                                     | 114–117              | Boston Celtics                                         |                                                                                |  |  |
|                               | Parciales: 30–21, 24–34, 32–30, 28–32                                  |                      |                                                        |                                                                                |  |  |
|                               | Estadísticas Elgin Baylor 33 Rudy LaRusso 14 tres jugadores 3 cada uno | Reporte Pts Reb Asts | Estadísticas Sam Jones 29 Bill Russell 29 Bob Cousy 11 | Pabellón: Boston Garden, Boston, Massachusetts Asistencia: 13 909 espectadores |  |  |
| Boston lidera las series, 1–0 |                                                                        |                      |                                                        |                                                                                |  |  |
|                               |                                                                        |                      |                                                        |                                                                                |  |  |

| 16 de abril                   | Los Angeles Lakers                                          | 106–113              | Boston Celtics                                         |                                                                                |  |  |
|                               | Parciales: 25–19, 21–31, 24–31, 36–32                       |                      |                                                        |                                                                                |  |  |
|                               | Estadísticas Elgin Baylor 30 Rudy LaRusso 12 Elgin Baylor 4 | Reporte Pts Reb Asts | Estadísticas Sam Jones 27 Bill Russell 38 Bob Cousy 11 | Pabellón: Boston Garden, Boston, Massachusetts Asistencia: 13 909 espectadores |  |  |
| Boston lidera las series, 2–0 |                                                             |                      |                                                        |                                                                                |  |  |
|                               |                                                             |                      |                                                        |                                                                                |  |  |

| 17 de abril                   | Boston Celtics                                           | 99–119               | Los Angeles Lakers                                        | |  |  |
|                               | Parciales: 22–25, 29–30, 29–28, 19–36                    |                      |                                                           | |  |  |
|                               | Estadísticas Sam Jones 30 Bill Russell 19 Bill Russell 5 | Reporte Pts Reb Asts | Estadísticas Jerry West 42 Elgin Baylor 23 Elgin Baylor 8 | Pabellón: Los Angeles Memorial Sports Arena, Los Ángeles, California Asistencia: 15 493 espectadores |  |  |
| Boston lidera las series, 2–1 |                                                          |                      |                                                           | |  |  |
|                               |                                                          |                      |                                                           | |  |  |

| 19 de abril                   | Boston Celtics                                                         | 108–105              | Los Angeles Lakers                                        | |  |  |
|                               | Parciales: 31–20, 27–32, 27–18, 23–35                                  |                      |                                                           | |  |  |
|                               | Estadísticas Tom Heinsohn 35 Bill Russell 19 tres jugadores 5 cada uno | Reporte Pts Reb Asts | Estadísticas Elgin Baylor 31 Elgin Baylor 19 Jerry West 5 | Pabellón: Los Angeles Memorial Sports Arena, Los Ángeles, California Asistencia: 16 382 espectadores |  |  |
| Boston lidera las series, 3–1 |                                                                        |                      |                                                           | |  |  |
|                               |                                                                        |                      |                                                           | |  |  |

| 21 de abril                   | Los Angeles Lakers                                        | 126–119              | Boston Celtics                                         |                                                                                |  |  |
|                               | Parciales: 22–25, 33–27, 35–40, 36–27                     |                      |                                                        |                                                                                |  |  |
|                               | Estadísticas Elgin Baylor 43 Elgin Baylor 20 Jerry West 6 | Reporte Pts Reb Asts | Estadísticas Sam Jones 36 Bill Russell 27 Bob Cousy 14 | Pabellón: Boston Garden, Boston, Massachusetts Asistencia: 13 909 espectadores |  |  |
| Boston lidera las series, 3–2 |                                                           |                      |                                                        |                                                                                |  |  |
|                               |                                                           |                      |                                                        |                                                                                |  |  |

| 24 de abril                 | Boston Celtics                                              | 112–109              | Los Angeles Lakers                                    | |  |  |
|                             | Parciales: 33–35, 33–17, 26–28, 20–29                       |                      |                                                       | |  |  |
|                             | Estadísticas Tom Heinsohn 22 Bill Russell 24 Bill Russell 9 | Reporte Pts Reb Asts | Estadísticas Jerry West 32 Gene Wiley 14 Jerry West 9 | Pabellón: Los Angeles Memorial Sports Arena, Los Ángeles, California Asistencia: 15 652 espectadores |  |  |
| Boston gana las series, 4–2 |                                                             |                      |                                                       | |  |  |
|                             |                                                             |                      |                                                       | |  |  |

Este fue el tercer encuentro de playoffs entre estos dos equipos, con los Celtics ganando los dos primeros encuentros. 
| 1959 | Boston Celtics | 4–0 | Minneapolis Lakers |                           |
|      |                |     |                    |                           |
|      |                |     |                    | Pabellón: 1959 NBA Finals |

| 1962 | Boston Celtics | 4–3 | Los Angeles Lakers |                           |
|      |                |     |                    |                           |
|      |                |     |                    | Pabellón: 1962 NBA Finals |